# Panzerzug Generał Sikorski
Der Panzerzug Generał Sikorski war ein improvisierter polnischer breitspuriger Panzerzug aus der Zeit des Polnisch-Sowjetischen Krieges von 1920.

## Geschichte
Am 4. März 1920 begann die Kampfgruppe Polesie mit einem Angriff auf die Ortschaften Masyr und Kalinkowicze. Am 10. März 1920 befahl der Kommandeur der polnischen 9. Infanteriedivision, General Władysław Sikorski, einen weiteren Vorstoß und es gelang, einen feindlichen Panzerzug zu erbeuten. Dieser wurde umgehend in den polnischen Bestand übernommen, erhielt die Nummer 23 und wurde zu Ehren des Kommandeurs der Truppen General Sikorski genannt. Damit lief er als Pociąg pancerny 23 „Generał Sikorski“ (kurz: P.P., deutsch: Panzerzug 23).

## Technische Daten

### Artilleriewagen
Der Panzerzug Generał Sikorski verfügte über mindestens zwei Artilleriewagen. Einer davon war mit einer 7,5-cm-Feldkanone ausgerüstet. Diese befand sich in einem ehemaligen vierachsigen Kohlewagen, welcher mit einem Dach aus Blech und Plane geschützt wurde. Das Geschütz befand sich in der Stirnseite des Wagens. Das Richten zu den Seiten war durch die Seitenwände nur bedingt möglich. In der Mitte und im hinteren Teil des Wagens befanden sich zu beiden Seiten je eine Schießscharte für Gewehre oder Maschinengewehre.
Der zweite Artilleriewagen befand sich hinter dem Ersten und war ähnlich aufgebaut. Hier befand sich das Geschütz aber in einem drehbaren Geschützturm, welcher um 360° geschwenkt werden konnte.

### Abstoßwagen
An beiden Enden des Zuges befanden sich jeweils ein zweiachsiger Flachwagen, welche als Abstoßwagen dienten. Sie dienten dazu, den Panzerzug vor Minen oder Entgleisung zu schützen und Gefahren vor den wichtigen Wagen zu beseitigen. Zusätzlich dienten sie zum Transport von Material wie Schienen, Bahnschwellen, Fahrrädern oder sonstigem Material.

## Einsatz
Der Panzerzug Generał Sikorski unterstützte Anfang März den Panzerzug Paderewski. Dabei patrouillierte er auf dem kurz zuvor eroberten Abschnitt und unterstützte die Infanterie bei Operationen bei ławeczna, Stara Żerdzia und Swetlahorsk
Während der Abwehrkämpfe der polnischen 4. Armee am Brückenkopf bei Baryssau operierte der Panzerzug entlang der Frontlinie. Die Versuche der bolschewistischen Armee, am 13. Mai den Fluss Brahinka nordöstlich von Brahin zu überqueren, wurden vereitelt. Dadurch konnten polnische Truppen die Linie zwischen Andrejiwka und Svierodovichi erreichen. Der Panzerzug Generał Sikorski wurde durch feindliches Artilleriefeuer, welches den Ortschaften Horwal und Rzeczyca galt, teilweise beschädigt.
Am 11. Juni patrouillierte der Panzerzug in der Nähe von Korosten und später im Gebiet von Malin. Dabei kam es zu kleineren Gefechten, welche der Panzerzug für sich entscheiden konnte.
Am 25. Juni 1920 rückte der Panzerzug Generał Sikorski bei Koziatyn vor, verlor jedoch den Kontakt zu den eigenen Truppen. Kurz darauf geriet er in einen gegnerischen Angriff und wurde komplett zerstört.

## Zugbesatzung
- Zugkommandant Oberleutnant Stanisław Pochopień
- stellvertretender Zugkommandant Leutnant Zygmunt Ropelewski